# Källmyrtjärnen (Lockne socken, Jämtland)
Källmyrtjärnen är en sjö i Östersunds kommun i Jämtland och ingår i Ljungans huvudavrinningsområde. Sjön har en area på 0,119 kvadratkilometer och ligger 340,3 meter över havet.

## Delavrinningsområde
Källmyrtjärnen ingår i det delavrinningsområde (698967-145568) som SMHI kallar för Utloppet av Hållstasjön. Medelhöjden är 356 meter över havet och ytan är 12,08 kvadratkilometer. Räknas de 9 avrinningsområdena uppströms in blir den ackumulerade arean 95,03 kvadratkilometer. Hållborgsån (Hållstaån) som avvattnar avrinningsområdet har biflödesordning 3, vilket innebär att vattnet flödar genom totalt 3 vattendrag innan det når havet efter 232 kilometer. Avrinningsområdet består mestadels av skog (70 procent). Avrinningsområdet har 0,89 kvadratkilometer vattenytor vilket ger det en sjöprocent på 7,3 procent.